# Sisobawino I
Sisobawino I is een bestuurslaag in het regentschap Nias van de provincie Noord-Sumatra, Indonesië. Sisobawino I telt 327 inwoners (volkstelling 2010).